# Engystomops guayaco
Espèce
Synonymes
- Physalaemus guayaco Ron, Cannatella & Coloma, 2005

Statut de conservation UICN

 DD  : Données insuffisantes
Engystomops guayaco est une espèce d'amphibiens de la famille des Leptodactylidae.

## Distribution
Cette espèce est endémique d'Équateur. Elle se rencontre entre 32 et 92 m d'altitude dans l'Est de la province du Guayas,.

## Publication originale
- Ron, Cannatella & Coloma, 2005 : A New, Cryptic Species of Physalaemus (Anura: Leptodactylidae) from Western Ecuador with Comments on the Call Structure of the P. pustulosus Species Group. Herpetologica, vol. 61, no 2, p. 178-198.